# Laphria ogumae
Laphria ogumae är en tvåvingeart som beskrevs av Matsumura 1911. Laphria ogumae ingår i släktet Laphria och familjen rovflugor. Inga underarter finns listade i Catalogue of Life.